# گورسوپلیه
گرسوپلیه (به آلمانی: Großlupp)  در اسلوونی با جمعیت ۷٬۱۷۴ نفر است که در Municipality of Grosuplje واقع شده‌است.